# オベーション

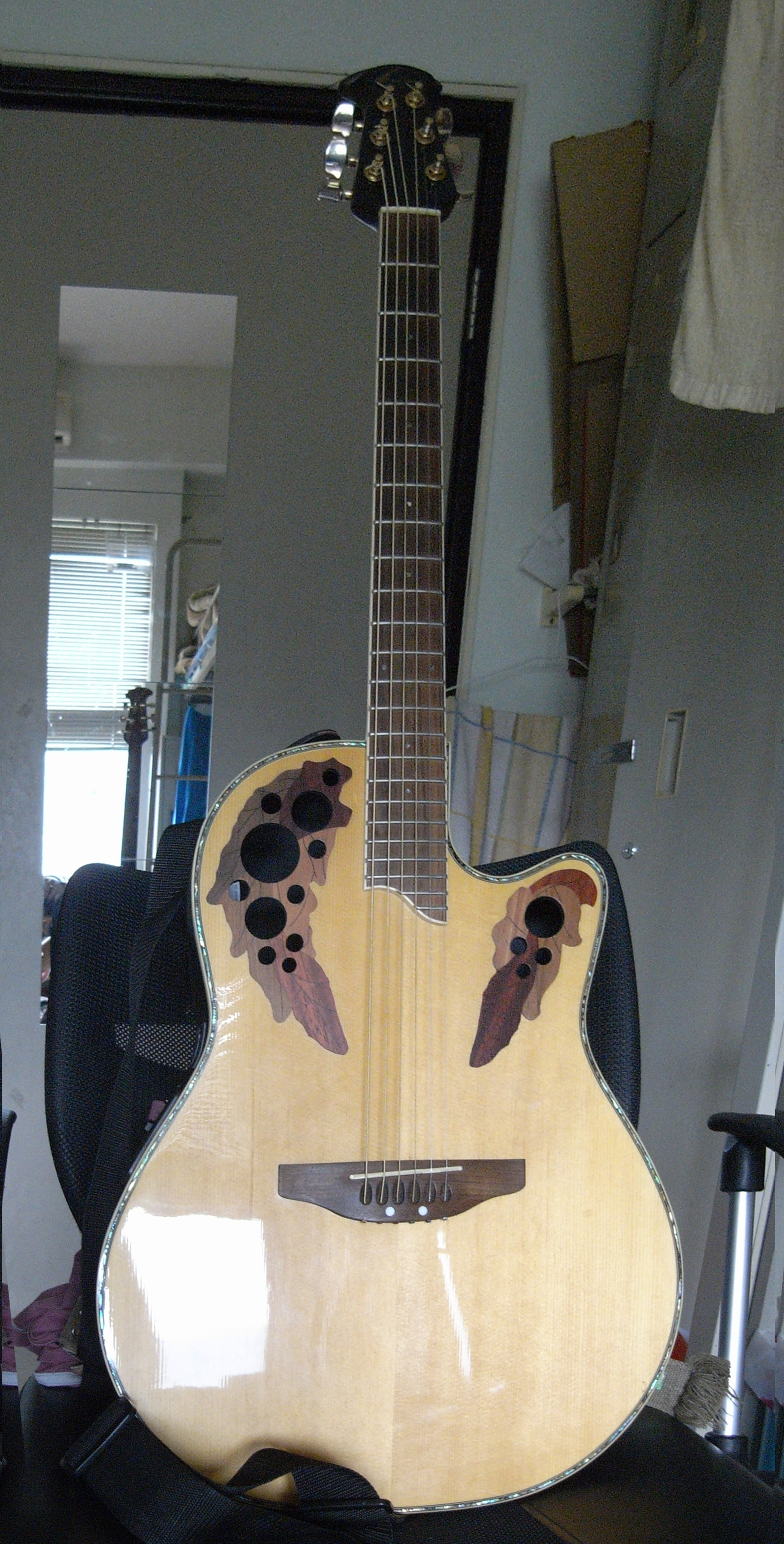
C44 Celebrity

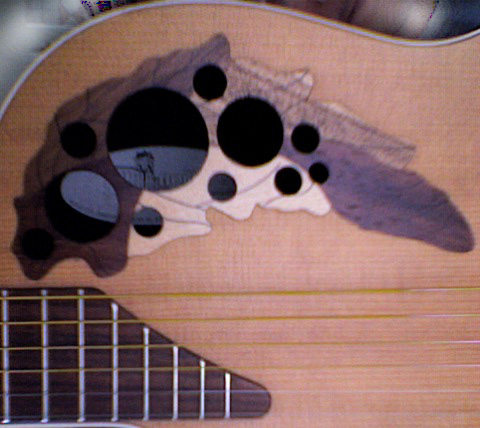
特徴的なサウンドホールおよびインレイ

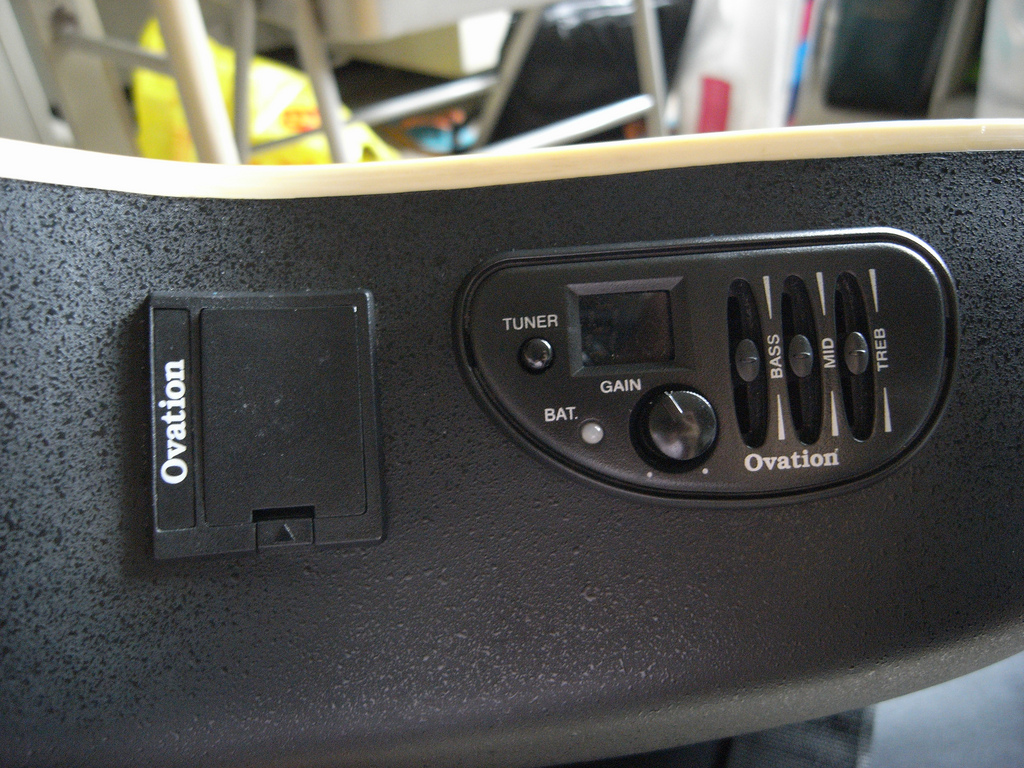
Celebrity CC44には9ボルト電池で動作するチューナーを内蔵。

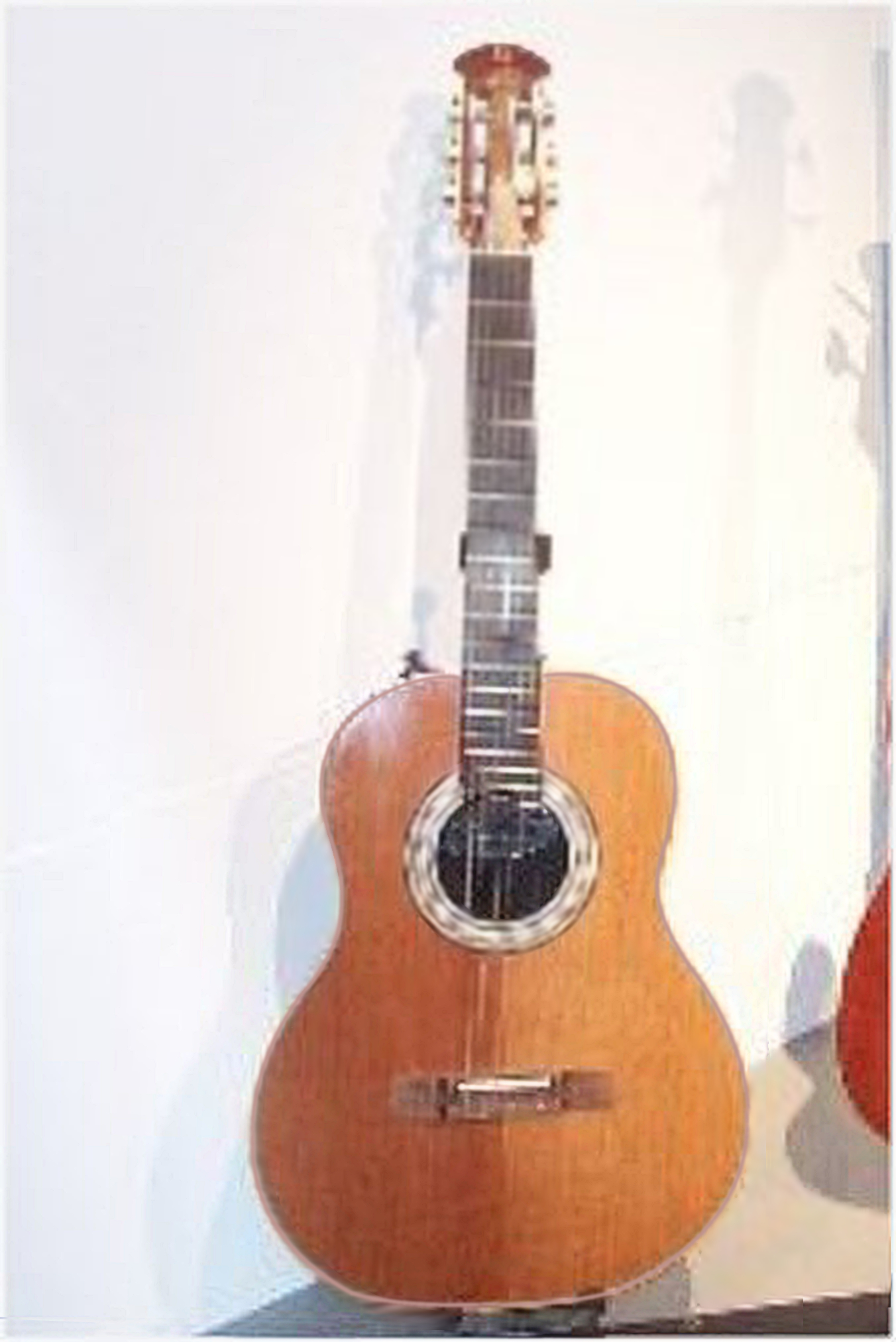
Clasicaロジャー・ウォーターズモデル。

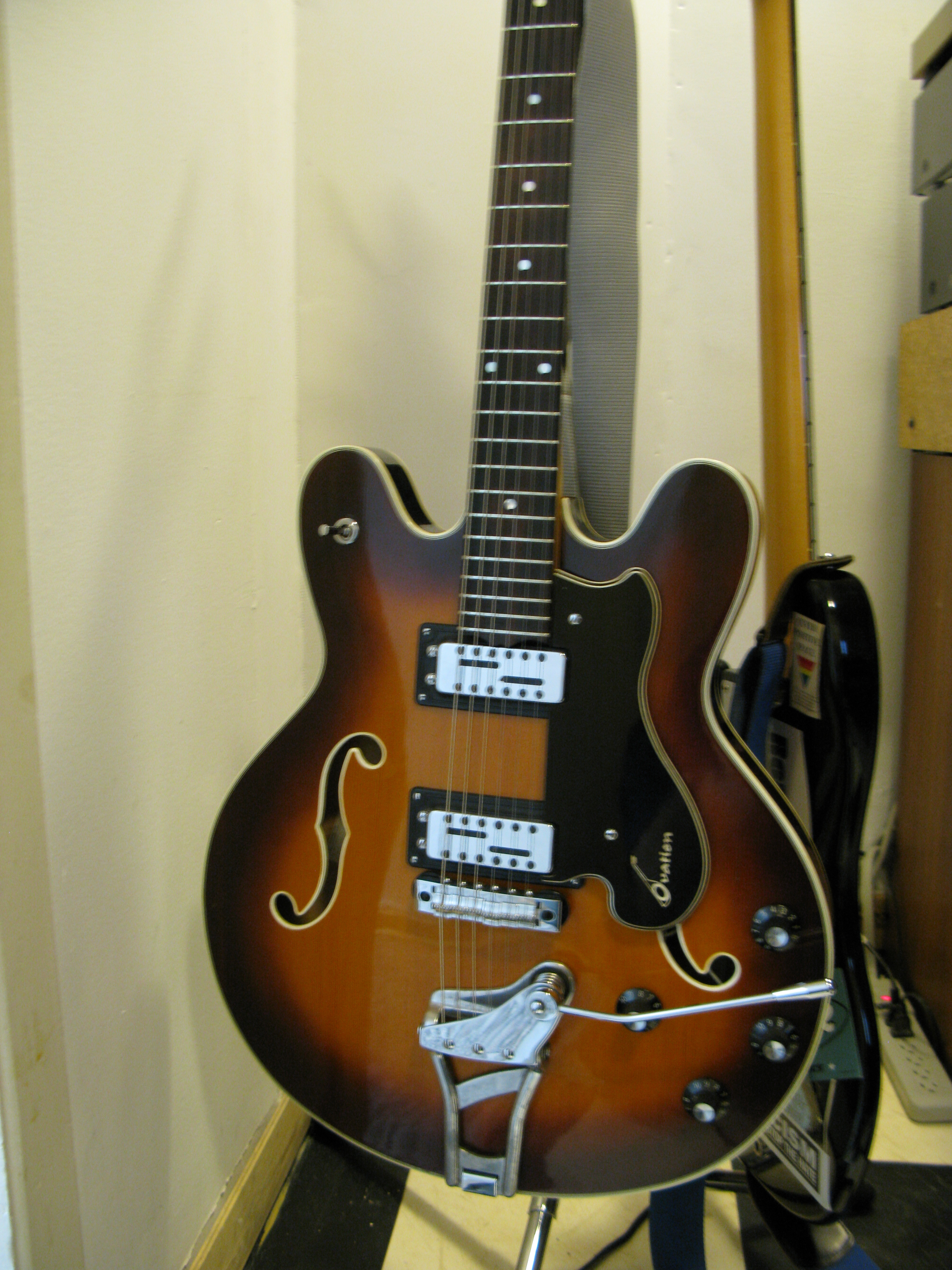
1968年発表のトルネード

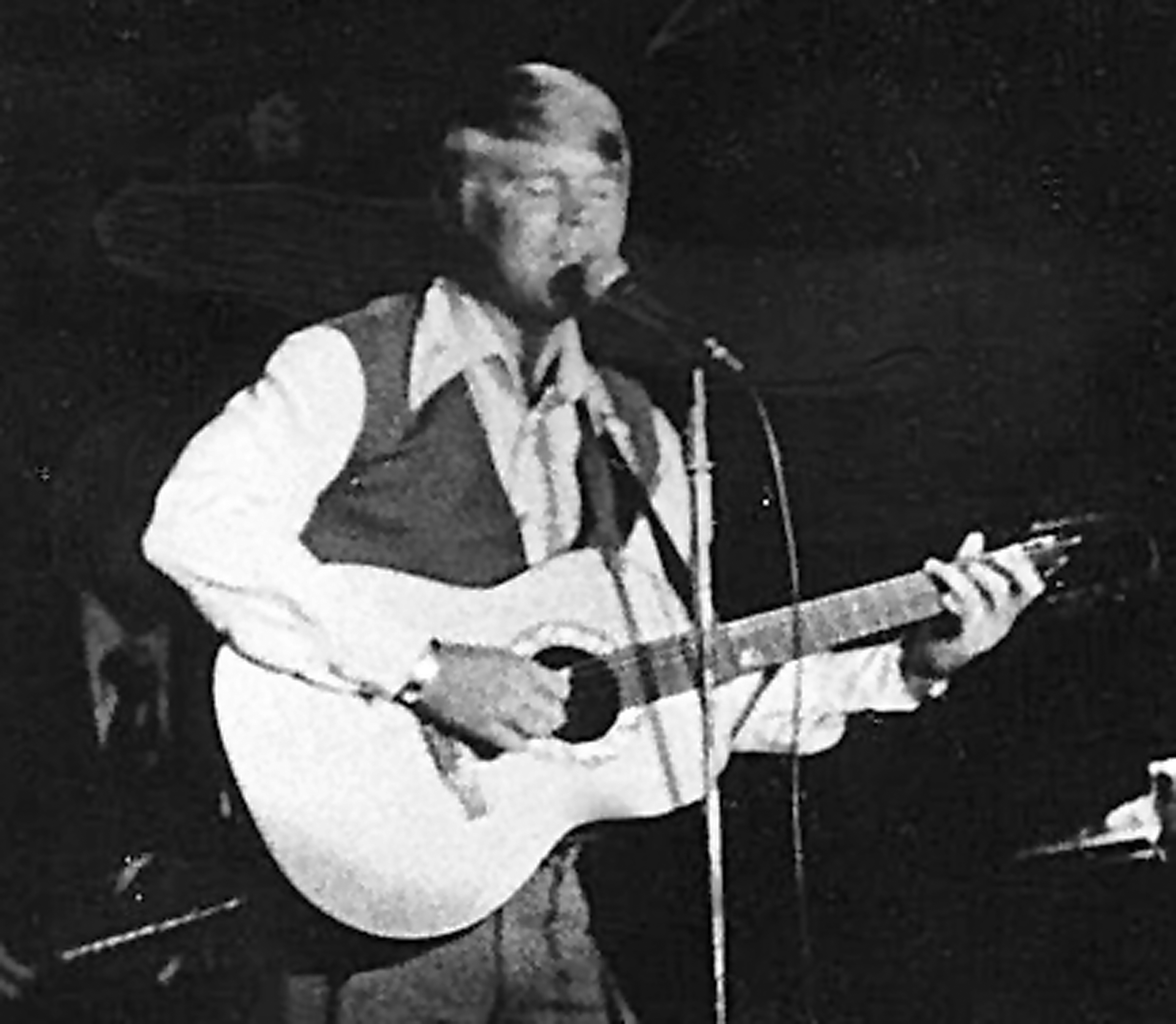
グレン・キャンベルはラウンドバックギターの披露にも登場。

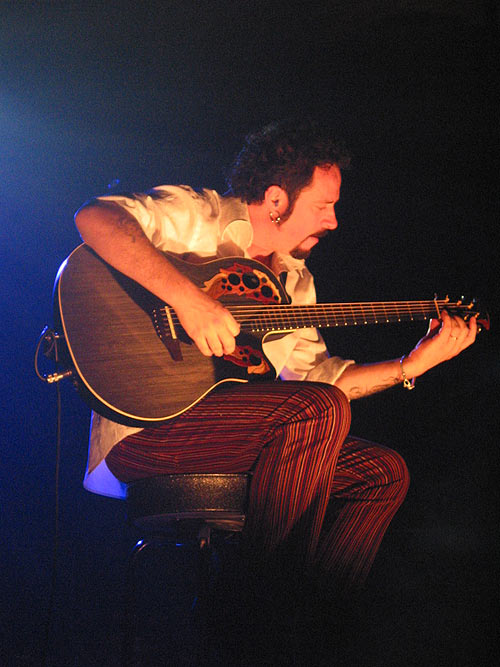
Adamasを演奏するTOTOのスティーヴ・ルカサー。

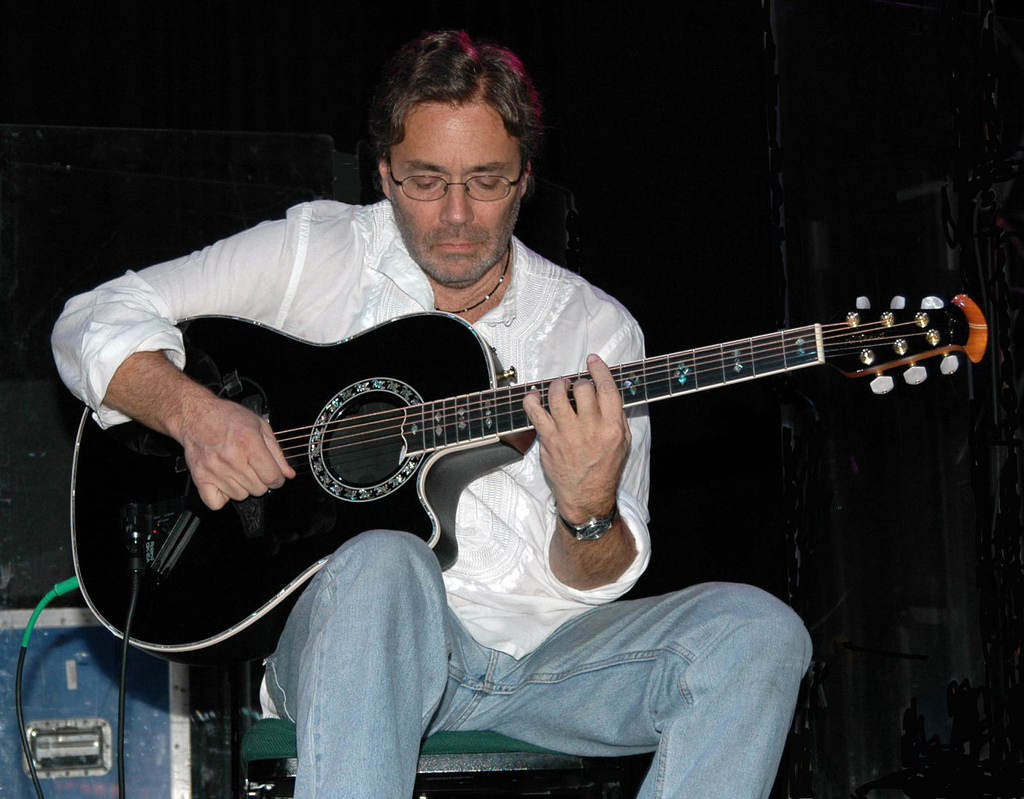
Custom Legend 1769 ADIIを弾くアル・ディ・メオラ。

オベーション・ギター・カンパニー（Ovation Guitar Company）は、ギターを製造するアメリカのメーカー。主にオベーション（Ovation）ブランドのエレクトリックアコースティックギターを製造している。日本における輸入代理店は、2019年5月現在、株式会社 モリダイラ楽器である。

## 沿革
ヘリコプター製造会社であるカマン・エアロスペースなどを子会社に持つカマン・コーポレーションの社長チャールズ・カマンは、1960年代に入り木製のローターブレードが時代遅れになったものの、木工関係の技術者を失業させないため、木工技術を活用できる楽器製造に乗り出し1966年にカマン・ミュージックを設立した。最初の製品はカマン自身がギタリストであったためギターとなった。
3年後にはローターブレードの加工技術を活かしたエレクトリックアコースティックギターを発売。発売当初はあまりにも画期的なもので受け入れられなかったが、1970年代には保守的なミュージシャンの間にも浸透していくこととなった。
かつては「プリーチャー」、「ディーコン」、「ブレッドウィナー」などのエレクトリックギターやエレクトリックベース等も製造していたが、評価が得られなかったため、ごく短期の生産に終わった。一部機種には、ボディにスチロール樹脂を使用したユニークなモデルも存在している。

## ギターの特徴

### オベーションの特徴
一般的に「エレアコ」の代名詞のように語られることの多いオベーション・ギターであるが、「エレアコ」という名称はヤマハの登録商標であり、オベーションの取扱説明書によれば「オベーションは『エレアコ』ではなく、純粋なフォークギターにピックアップを取り付けたもの」されている。
オベーション・ギターの最も大きな特徴は、ボウル・バック、あるいはラウンド・バックなどと呼ばれるボディ形状である。一般的なギターは、表板と裏板がほぼ同じ形状で平行になっていて、間を側板が繋ぐ箱形の形状をしているが、ボウル・バックは側板と裏板にあたる部分が、古楽器リュートのような、セイヨウナシを縦に割ったようなお椀状になっている。この形状は、ボディ内部で反響した音が、表板のサウンドホールに集中して向かうという音響効果を意図したものである。また、一般的なギターに後付けのピックアップを装着し、PAで音量を増幅した場合、従来のギターは箱鳴りによるハウリングに悩まされていたため、ボウル・バックはハウリング防止も兼ねて、敢えて「箱鳴りをさせない」設計となっている。
既述の通り、カーマン・コーポレーションは元々ヘリコプターのローターを製作していた企業だったため、ガラス繊維強化プラスチックの製作加工技術は持ち合わせていた。その加工技術を活かして、リラコード（Lyrachord）というガラス繊維強化プラスチックでボディバックを一体成形し、製造を容易にし強度も高めるという相乗効果を狙ったものでもある。
近代的な材質・構造のボディバックに対し、オベーションの一般的なモデルの表板は、ギター材としては最もポピュラーなスプルース材が使用されている。スプルース材は、オベーションの基準によってAグレード〜AAAAグレードにランク付けされる。Aの数が多いほど、音響特性に優れている。一般的に、ギターの木材のグレードを公表するメーカーは少なく、実物を試奏する以外に確かめる方法はないが、オベーションは（実際に良い音と感じるかどうかはともかく）カタログで使用されている木材のグレードが分かる数少ないメーカーである。
ボディバックは金型を使って全く同じものを大量生産できるため、同じグレードのギターであれば、概ね音のばらつき（個体差）が少ないメーカーともいえる。また、「アダマス」など、一部のモデルはボディのトップ（表板）にもグラスファイバーと木材の複合素材を採用している。
こうしたボディ材質・構造は、オベーション・ギターにマーティンやギブソン、ギルドなどとは違う独特な音質をもたらしており、圧電式ピックアップやプリアンプ自体にも独特の癖がある音質のため、アーティストによっては好き嫌いが分かれるギターでもある。
オベーション・ギターのもうひとつの代名詞ともいえるのが、リーフホール（エポーレット）と呼ばれる形のサウンドホールで、通常のフォークギターは、弦を弾く部分（ボディの真ん中辺り）に大きな穴がひとつあいているが、オベーション・ギターはリーフホールと呼ばれる枯れ葉の様なデザインの装飾がボディの上部の弦の左右に（ギターを立てて見た場合）あり、そこには大きさが様々な複数の小さな22個の穴（ノンカッタウェイモデルの場合）が開いている。これはデザインの一部ともなっているサウンドホールである。勿論、一般的なサウンドホールのモデルも存在する。かつて発売されていた「サンダーボルト」というギターには、稲妻型のユニークなサウンドホールを採用していた。

## 愛用ミュージシャン

### 日本
甲本ヒロト
浅井健一
- 浜田省吾
- 尾崎豊
- アグネス・チャン
- ASKA
- 天野清継
- Anly
- 石川鷹彦
- 伊太地山伝兵衛
- 岩瀬敬吾
- ウエンツ瑛士
- 岡村靖幸
- 桜井青
- 木村拓哉
- GONTITI
- 小西寛子
- 崎山蒼志
- Char
- 辻喬之（雅音人）
- つんく♂
- Toshi
- dorlis
- 平田輝
- 松本孝弘
- 松山千春
- 南こうせつ
- 村上啓介
- LOVE PSYCHEDELICO
- 嘉門タツオ
- 青木莉樺(SKE48)

### 国外
- Qova.
- アル・ディ・メオラ
- エイドリアン・レッグ
- カーキ・キング
- グレン・キャンベル
- ジェフ・ラバー（シンデレラ）
- ジョニー・サンダース
- ジョン・ボン・ジョヴィ
- ジョン・マクラフリン
- ジョン・レノン
- スティーヴ・ルカサー
- ブライアン・メイ
- ホァン・イーダ
- ポール・サイモン
- ポール・マッカートニー （ウイングス時代使用）
- マルセル・ダディ
- ラリー・コリエル
- リッチー・サンボラ
- ロジャー・ウォーターズ
- ロバート・フリップ
- ローマン・ミロシニチェンコ

など